# Luge

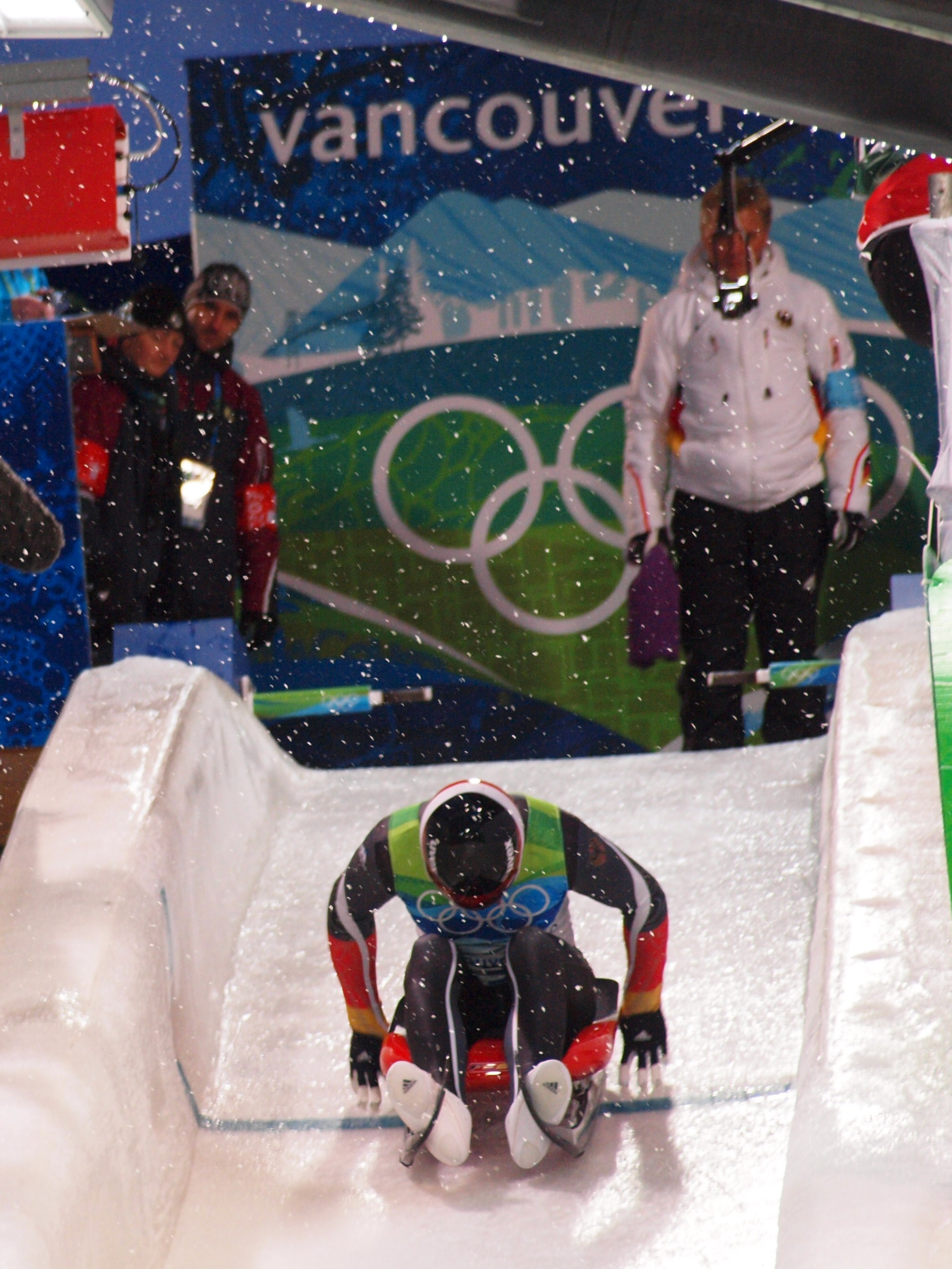
Partida em luge nos Jogos Olímpicos de Inverno de Vancouver 2010.

Luge (pronúncia: /luːʒ/) é um esporte olímpico de inverno que, junto com o bobsleigh e o skeleton, representam uma das distintas modalidades de descida em trenó.

## Etimologia
O primeiro registro que se tem da palavra "luge" remonta a 1905, do dialeto saboiano da língua francesa. O termo significa "pequeno trenó" e tem origem possivelmente do gaulês. Pronuncia-se "/luːʒ/", como o "g" na palavra portuguesa "surge".

## História
Embora as corridas de trenós sejam muito antigas e se encontrarem registros em documentos de há vários séculos em países como a Noruega, o luge como esporte organizado e submetido a regras só aparece no final do século XIX. Considera-se que como ponto de arranque, terá ocorrido uma competição em Davos, na Suíça, em 1883, onde se reuniram participantes de sete países.
O trenó que se usa no luge é uma pequena armação, em sua origem de madeira, atualmente de metal, provido de patins afiados na base. Não tem freios nem timão, e o piloto vai deitado com a boca para cima com os pés na frente e a cabeça atrás, diferente do skeleton, no que se localiza a boca abaixo e olhando para frente. O piloto controla a baixada do luge e as mudanças de direção são mediante a umas bridas unidas à parte dianteira, assim como inclinando o peso de seu próprio corpo. A diferença do bobsleigh é a saída, que se efetua com o piloto já colocado no trenó, e por isso a saída é mais lenta pois não pode tomar tanto impulso.
O peso máximo autorizado do trenó é de 23 kg no individual e 27 no de duplas. Sobre o peso dos tripulantes, a regulamentação trata de equilibrar as diferenças entre os participantes, e assim, além de se estabelecer um peso máximo para cada um, é permitido aos que estejam abaixo desse peso que adicionem peso artificialmente, e desta maneira todos tenham aproximadamente o mesmo peso e as mesmas oportunidades.
O luge tem duas modalidades, a individual e a de duplas, tanto na categoria masculina como na feminina. Na individual são disputadas quatro mangas e na de duplas somente duas, somando-se os tempos e ganhando o participante ou participantes que totalize menos tempo no total. A igualdade entre os participantes obriga a medir o tempo com absoluta precisão, até aos milésimos de segundo.
Os primeiros campeonatos do mundo de luge aconteceram em Oslo, Noruega em 1955 e a Federacão Internacional de Luge se fundou em 1957 separou-se da de bobsleigh. Foi incluído como esporte olímpico nos Jogos de Innsbruck em 1964 tanto na categoria masculina como feminina e desde então sempre tem estado presente no programa dos Jogos.
O luge continua a ser um esporte muito pouco acessível devido à falta de instalações, muito caras de se manter. Isto tem feito com que só um reduzido grupo de países seja a elite deste esporte. Estes países são Alemanha, Áustria, Itália e Rússia, que costumam repartir entre si as medalhas nas competições mais importantes.

## Equipamento
Capacete de Luge, visor, uniforme de competição, luvas, bota especial para Luge, ombreira e cotoveleira.

## Trenó

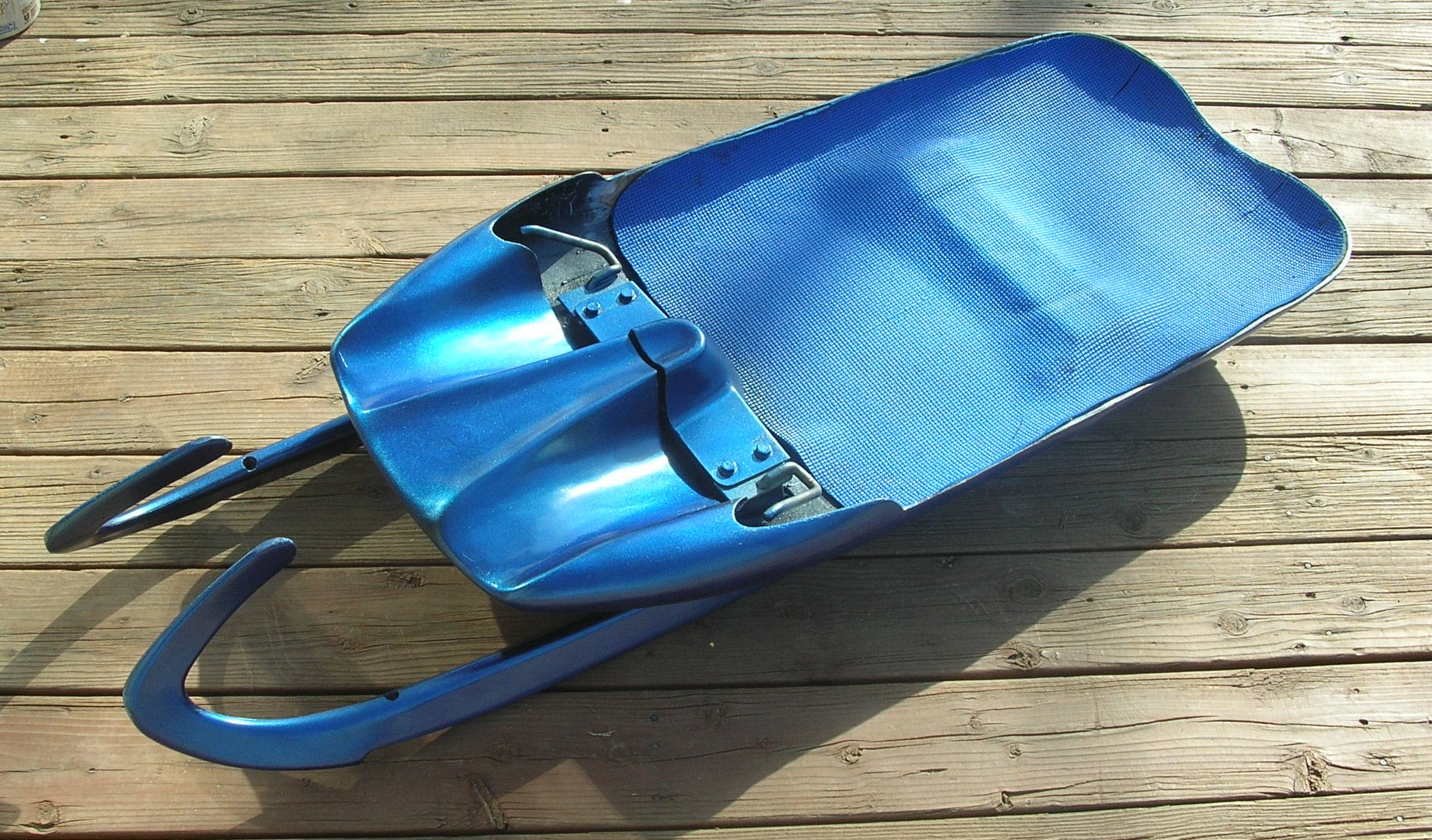
Trenó de luge.

- Velocidade máxima e Força G: 120 a 155 km/h, atingindo 4,1 Gs.[3]
- Peso máximo do trenó: individual: 23 kg e doubles: 27 kg
- Custo do trenó: US$800/1000, feito com fibra carbono-kevlar e chassi de madeira/aço
- Capacete: US$250/325
- Macacão: US$100/350
- Luvas: US$25/50
- Escudo para face: US$35/45
- Calçados: US$165/250

## Pista de gelo
- Tamanho: 1500 metros
- Curvas: entre 15 e 19 curvas